# Melanostoma normale
Melanostoma normale är en tvåvingeart som beskrevs av Charles Howard Curran 1931. Melanostoma normale ingår i släktet gräsblomflugor, och familjen blomflugor. Inga underarter finns listade i Catalogue of Life.